# Yumiko Ōshima
Yumiko Ōshima (japonès: 大島弓子)  (Ōtawara, 31 d'agost de 1947) és un artista japonesa de manga i membre del grup del 24.
Va debutar el 1968 amb Paula no Namida (Les llàgrimes de la Paula) a la Weekly Margaret.
Va rebre el premi de l'associació japonesa de dibuixants el 1973 per Mimoza Yakata de Tsukamaete, el premi Kōdansha al millor manga shojo el 1978 per Wata no Kunihoshi, i el premi Tezuka a la història curta el 2008 per Cher Gou-Gou...mon petit chat, mon petit ami. Se li atribueix la popularitat del tipus de personatge nekomimi (orelles de gat) a través de la seva creació de Chibi-neko de Wata no Kunihoshi.

## Obres destacades
- Paula no Namida (ポーラの涙, "Les llàgrimes de la Paula"), 1968
- Tanjō (誕生), 1970–1971
- Sakura Jikan (桜時間, "L'hora de la sakura"), 1972
- Mimoza-yakata de Tsukamaete (ミモザ館でつかまえて), 1973
- Nazuna yo Nazuna (なずなよなずな), 1974
- Ichigo Monogatari (いちご物語, "Història de maduixes), 1975
- Freud-shiki Ranmaru (F式蘭丸), 1975
- Shichigatsu Nanoka ni (七月七日に), 1976
- Banana Bread no Pudding (バナナブレッドのプディング), 1977–1978
- The Star of Cottonland (綿の国星, Wata no Kuni Hoshi), 1978–1987
- Akasuika Kisuika (赤すいか黄すいか), 1979
- Kinpatsu no Sōgen (金髪の草原), 1983
- Mainichi ga Natsuyasumi (毎日が夏休み), 1989
- Koi wa Newton no Ringo (恋はニュートンのリンゴ), 1990
- Christmas no Kiseki (クリスマスの奇跡), 1995
- Gū-gū datte Neko de aru (グーグーだって猫である), 1996–actualment